# Liste der Naturdenkmale in Geldern und Issum

Stadtwappen Geldern

Gemeindewappen Issum

Die Liste der Naturdenkmale in Geldern und Issum enthält die Naturdenkmale aus dem Landschaftsplan Nr. 13 des Kreis Kleve. Rechtskraft seit 5. Juli 1995. (Stand 2004)
In ihr sind besondere Bäume, Baumgruppen, ein Esskastanienhain und zwei ehemalige Torfkuhlen an 19 verschiedenen Standorten gelistet. Sie beeindrucken durch ihre Schönheit, Eigenart und Seltenheit oder sind aus wissenschaftlichen, kulturhistorischen oder ökologischen Gründen von Bedeutung.
| Denkmal-Nummer | Ort / Lage | Bezeichnung des ND                                                   | Anzahl | Art | Eingetragen seit | Schutzgrund                                      | Beschreibung | Bild                                    |
| -------------- | --- | -------------------------------------------------------------------- | ------ | --- | ---------------- | ------------------------------------------------ | --- | --------------------------------------- |
| ND 3.2.1       | Geldern-Veert südöstlich der Willikschen Mühle am ehemaligen Staubereich und an der Böschung der Niers, Am Mühlenwasser Karte | 6 Sumpfzypressen an der Willikschen Mühle                            | 6      | Sumpfzypresse (Taxodium distichum)                                                                             | 1995             | Seltenheit Eigenart Schönheit                    | Umfang: ca. 248 – 337 cm Höhe: ca. 20 – 28 m Kronendurchmesser: je ca. 5,10 m | BW                                      |
| ND 3.2.2       | Geldern-: Schloss Haag, Bartelter Weg Karte                                                                                   | Einzelbäume und Baumgruppen bei Schloß Haag                          | 5      | 3× Mammutbaum (Sequoia gigantea) 1× Ahornblättrige Platane (Platanus acerifolia) 1× Rotbuche (Fagus sylvatica) | 1995             | Seltenheit Eigenart Schönheit                    | Mammutbäume östlich von Schloß Haag: Umfang: ca. 470 – 520 cm Höhe: je ca. 32 m Kronendurchmesser: 14 – 15 m Platane südwestlich von Schloß Haag: Umfang: ca. 452 cm Höhe: ca. 33 m Kronendurchmesser: 26 m Rotbuche östlich von Schloß Haag: Umfang: ca. 328 cm Höhe: ca. 30 m Kronendurchmesser: 22 m | Fotos hochladen                         |
| ND 3.2.3       | Geldern-: Südlich von Schloss Haag, Bartelter Weg, Nähe Golfplatz / Niers Karte                                               | 4 Stieleichen südlich von Schloß Haag                                | 4      | Stieleiche (Quercus robur)                                                                                     | 1995             | Seltenheit Eigenart Schönheit                    | Umfang: ca.304 – 469 cm Höhe: ca. 18,5 – 23,5 m Kronendurchmesser: ca. 17 – 24 m | BW                                      |
| ND 3.2.4       | Geldern-: nördlich von Geldern, auf einer Insel in der Niers, Königsberger Straße Karte                                       | Stieleiche auf der Insel der Niers                                   | 1      | Stieleiche (Quercus robur)                                                                                     | 1995             | Seltenheit Eigenart Schönheit                    | Umfang: ca. 380 cm Höhe: ca. 20 m Kronendurchmesser: ca. 20 m | BW                                      |
| ND 3.2.6       | Geldern-: Uferrandbereich der Gelderner Fleuth, Bönninger Weg Karte                                                           | 2 Sumpfzypressen nördlich der Försterei Boeckelt                     | 2      | Sumpfzypresse (Taxodium distichum)                                                                             | 1995             | Seltenheit Eigenart Schönheit                    | Umfang: ca. 273 bzw. 325 cm Höhe: ca. 22 bzw. 25 m Kronendurchmesser: ca. 6 bzw. 10 m | BW                                      |
| ND 3.2.7       | Geldern-Vernum Haus Grotelaers, Duisburger Straße / Vernumer Straße Karte                                                     | Stieleiche und Rotbuchenallee westnordwestlich des Hauses Grotelaers | 14     | 1× Stieleiche (Quercus robur) 13× Rotbuche (Fagus sylvatica)                                                   | 1995             | Seltenheit Eigenart Schönheit Ökologische Gründe | Eiche: Umfang: ca. 433 cm Höhe: ca. 29 m Kronendurchmesser: 17,5 m Buchen: Umfang: ca. 162 – 323 cm Höhe: ca. 22 – 32 m Kronendurchmesser: je ca. 22 m | BW                                      |
| ND 3.2.8       | Geldern-Vernum Haus Grotelaers, Duisburger Straße / Vernumer Straße Karte                                                     | Einzelbäume bei Haus Grotelaers                                      | 5      | 4× Linde (Tilia spec.) 1× Stieleiche (Quercus robur)                                                           | 1995             | Seltenheit Eigenart Schönheit                    | 2 Linden als Wegbegrenzung am Grabenrand und 2 Hofbäume westlich und nordwestlich des Hauses. Die Eiche steht auf der nordöstlichen Seite. | BW                                      |
| ND 3.2.9       | Geldern-: Grünlandfläche südlich des Passhofes, Paßerweg / Aengenesch Karte                                                   | Stieleiche am Paßerweg südlich des Passhofes                         | 1      | Stieleiche (Quercus robur)                                                                                     | 1995             | Seltenheit Eigenart Schönheit                    | Umfang: ca. 422 cm Höhe: ca. 28 m Kronendurchmesser: ca. 26 m | BW                                      |
| ND 3.2.10      | Geldern-Hartefeld Am Hauseingang des Dückmannshof, Dypter Straße Karte                                                        | Stieleiche am Dückmannshof                                           | 1      | Stieleiche (Quercus robur)                                                                                     | 1995             | Seltenheit Eigenart Schönheit Ökologische Gründe | Umfang: ca. 510 cm Höhe: ca. 31 m Kronendurchmesser: ca. 28 m | BW                                      |
| ND 3.2.11      | Issum-: Grünlandfläche westlich des Klotzhofes, Bogenstraße Karte                                                             | Stieleiche westlich des Klotzhofes                                   | 1      | Stieleiche (Quercus robur)                                                                                     | 1995             | Seltenheit Eigenart Schönheit                    | Umfang: ca. 381 cm Höhe: ca. 24 m Kronendurchmesser: ca. 28 m | BW                                      |
| ND 3.2.13      | Issum-: Südwestlich des Hofes Wagenberg, Aengenescher Weg / Kevelaer Straße Karte                                             | 2 Esskastanien südwestlich des Hofes Wagenberg                       | 2      | Edelkastanie (Castanea sativa)                                                                                 | 1995             | Seltenheit Eigenart Schönheit                    | Umfang: ca. 3,48 bzw. 3,63 cm Höhe: ca. 15 bzw. 17 m | BW                                      |
| ND 3.2.14      | Issum-: Hofbereich am Forsthauses Solvayheide, Bönninghardt, Nähe A 57 Karte                                                  | Linde südwestlich des Forsthauses Solvayheide                        | 1      | Linde (Tilia spec.)                                                                                            | 1995             | Seltenheit Eigenart Schönheit                    | Umfang: ca. 325 cm Höhe: ca. 20 m Kronendurchmesser: ca. 16 m | BW                                      |
| ND 3.2.15      | Issum-: Wäldchen am Talweg in der Bönninghardt, Nähe Parkplatz Bönninghardt an der A 57 Karte                                 | Esskastanienhain nördlich des Talweges im Bereich der Bönninghardt   | 1      | Esskastanienhain                                                                                               | 1995             | Seltenheit Eigenart Schönheit                    | Kleiner Wald mit mehreren Esskastanien. | BW                                      |
| ND 3.2.16      | Issum-: Südlich des Bongershofes, zwischen Waldrand und Acker                                                                 | Rotbuche südlich des Bongershofes                                    | 1      | Rotbuche (Fagus sylvatica)                                                                                     | 1995             | Seltenheit Eigenart Schönheit                    | Umfang: ca. 410 cm Höhe: ca. 26 m Kronendurchmesser: ca. 32 m | Direkt Bild zu diesem Denkmal hochladen |
| ND 3.2.17      | Issum-: Östlich des Hofes Pousen, Huckstraße / Hoerstgener Landstraße Karte                                                   | Torfkuhle östlich des Hofes Pousen                                   | 1      | Torfkuhle | 1995             | Kulturhistorische Gründe Ökologische Gründe      | | BW                                      |
| ND 3.2.18      | Issum-: Westlich des Hofes Gönnmann an der Issumer Fleuth, Pauenweg Karte                                                     | Kuhle westlich des Hofes Gönnmann an der Issumer Fleuth              | 1      | Torfkuhle | 1995             | Kulturhistorische Gründe Ökologische Gründe      | | BW                                      |
| ND 3.2.19      | Issum-: Hof Hüser, Braustraße Karte                                                                                           | Linde und Stieleichen bei Hof Hüser                                  | 5      | 1× Linde (Tilia spec.) 4× Stieleiche (Quercus robur)                                                           | 1995             | Seltenheit Eigenart Schönheit                    | Linde (Hausbaum): Umfang: ca. 413 cm Höhe: ca. 21 m Kronendurchmesser: ca. 15 m Eichen: Umfang: ca. 250 – 400 cm Höhe: ca. 18 – 24 m Kronendurchmesser: 13 – 21 m | BW                                      |
| ND 3.2.20      | Issum-: Am Straßenrand nordwestlich des Baerlagshofes, Hochwalder Straße Karte                                                | Stieleiche an der Hochwalder Straße nordwestlich des Baerlagshofes   | 1      | Stieleiche (Quercus robur)                                                                                     | 1995             | Seltenheit Eigenart Schönheit                    | Umfang: ca. 343 cm Höhe: ca. 20 m Kronendurchmesser: ca. 19 m | BW                                      |
| ND 3.2.21      | Issum-: Am Straßenrand innerhalb eines Stieleichenhaines, nördlich des Baerlagshofes, Hochwalder Straße Karte                 | 2 Stieleichen an der Hochwalder Straße nördlich des Baerlagshofes    | 2      | Stieleiche (Quercus robur)                                                                                     | 1995             | Seltenheit Eigenart Schönheit                    | Umfang: ca. 246 bzw. 286 cm Höhe: ca. 20 bzw. 24 m Kronendurchmesser: ca. 17 bzw. 23 m | BW                                      |